# Saltängsteatern
Saltängsteatern, även kallad Comediehuset, var en teater i Norrköping, aktiv mellan 1798 och 1850. 
Teatern grundades på initiativ av Kuhlman, Lindahl, Eberstein och lagman John Swartz den äldre. Den skulle ersätta de tidigare teatrarna Egges teater och Dahlbergska teatern, som vid den tidpunkten var stängda efter skandalen när Marseljäsen år 1795 hade sjungits på en föreställning av Johan Peter Lewenhagens teatersällskap och ansågs uttjänta. Den byggdes på Slottsgatan på norra sidan av Saltängstorget, på en tomt hyrd av Hedvigs kyrka. 
Den nya teaterbyggnaden var till skillnad från de tidigare teatrarna inte en omgjord byggnad, utan var den första teaterbyggnad som uppfördes i Norrköping. Den byggdes i empirstil med dubbla plankväggar, loge och läktare, smyckad av Pehr Hörberg och med plats för 300 personer. Liksom de tidigare teatrarna hade Saltängsteatern ingen stående personal utan, precis som alla teatrar utanför Stockholm, besöktes av kringresande teatersällskap. Det var under sin tid en av de mest framstående landsortsteatrarna i Sverige. Teatern sköttes först av ett aktiebolag av privatpersoner, men från 1813 av Hedvigs kyrka. 
Saltängsteatern ersattes 1850 av Eklundska teatern, som i sin tur revs 1903 och ersattes av Stora teatern, Norrköping.